# 宮城県歯科医師会
一般社団法人宮城県歯科医師会（みやぎけんしかいしかい 英称 Miyagi Dental Association）は、宮城県の歯科医師を会員とする法人。

## 本部所在地
- 〒980-0803 宮城県仙台市青葉区国分町一丁目5番1号 宮城県歯科医師会館内

本部の所在する宮城県歯科医師会館は、かつては德陽シティ銀行の本店として使われていた建物である。歯科医師会館1階には宮城・仙台口腔保健センターが併設されており、体験型学習「歯とお口の健康教室」、歯の塚供養などが行われる。

## 郡市歯科医師会
- 仙台歯科医師会 〒980-0803　仙台市青葉区国分町1-5-1
- 塩釜歯科医師会 〒985-0024　塩竈市錦町7-10　医療社会活動センター2Ｆ
- 岩沼歯科医師会 〒989-2441　岩沼市館下1-1-19
- 柴田郡歯科医師会 〒989-1606　柴田郡柴田町船岡上大原20-1　玉野井歯科医院内
- 白石歯科医師会 〒989-0225　白石市東町1-1-10　小野歯科医院内
- 角田歯科医師会 〒981-2501　伊具郡丸森町大内字山屋敷98-1　目黒歯科クリニック内
- 石巻歯科医師会 〒986-0815　石巻市中里3-10-12　石巻口腔健康センター内
- 大崎歯科医師会 〒989-6155　大崎市古川南町1-6-2
- 登米市歯科医師会 〒987-0621　登米市中田町宝江黒沼字浦70-1　（医）おおさか歯科医院内
- 栗原市歯科医師会 〒989-5614　栗原市志波姫新原290　(医)社団飛翔会　小田島歯科医院内
- 気仙沼歯科医師会 〒988-0077　気仙沼市古町3-3-27　菅野歯科医院内